# Lauttasaarenselkä
Aussi appelée Drumsöfjärden en suédois, Lauttasaarenselkä est une baie du golfe de Finlande formée par plusieurs îles de l'archipel d'Helsinki ainsi que par la péninsule sur laquelle se trouve le centre-ville de la capitale finlandaise. Relativement ouverte sur le reste de la mer Baltique, qui se trouve plus au sud, elle est davantage fermée au nord, où le détroit appelé Lauttasaarensalmi en finnois la fait communiquer avec une autre baie connue sous le nom de Seurasaarenselkä.

## Géographie
Au nord-est, la baie est délimitée par la côte sud-ouest de la péninsule sur laquelle est installé le centre historique d'Helsinki. De l'autre côte du détroit de Lauttasaarensalmi, en face, c'est la partie sud de l'île de Lauttasaari qui constitue ses rivages nord-ouest. Pour le reste, ce sont les îles appelées Pihlajasaaret et celle que l'on nomme Melkki qui forment les limites sud-est et sud-ouest de Lauttasaarenselkä, respectivement. Cependant, il arrive que l'appellation ne renvoie pas à une étendue d'eau aussi vaste et que l'on confonde dès lors cette baie avec Lauttasaarensalmi seulement.